# Salem (condado de Saline)
Salem es un lugar designado por el censo ubicado en el condado de Saline en el estado estadounidense de Arkansas. En el Censo de 2010 tenía una población de 2607 habitantes y una densidad poblacional de 311,25 personas por km².

## Geografía
Salem se encuentra ubicado en las coordenadas 34°37′51″N 92°33′41″O / 34.63083, -92.56139. Según la Oficina del Censo de los Estados Unidos, Salem tiene una superficie total de 8.38 km², de la cual 8.25 km² corresponden a tierra firme y (1.52%) 0.13 km² es agua.

## Demografía
Según el censo de 2010, había 2607 personas residiendo en Salem. La densidad de población era de 311,25 hab./km². De los 2607 habitantes, Salem estaba compuesto por el 97.74% blancos, el 0.65% eran afroamericanos, el 0.19% eran amerindios, el 0.19% eran asiáticos, el 0% eran isleños del Pacífico, el 0.69% eran de otras razas y el 0.54% pertenecían a dos o más razas. Del total de la población el 1.73% eran hispanos o latinos de cualquier raza.